# Белый террор (Франция, 1815)
«Белый террор» (фр. Terreur blanche) — так называется ряд жестокостей и насилий, совершенных во Франции ультрароялистами в 1815—1816 годах под белым знаменем Бурбонов.

## История
Со вторичным воцарением Людовика XVIII началась крайняя реакция, принявшая размеры террора, с которым правительство вследствие преступной слабости не могло справиться. Со стороны роялистов начались вспышки зверства против бонапартистов, республиканцев и протестантов, главным образом на юге Франции (в Тулузе, Марселе, Тулоне, Ниме и др.)
В Марселе чернь разгромила гарнизон и семьи мамелюков, убив около ста человек. В Ниме политические страсти осложнились религиозным фанатизмом. Дома протестантов были разграблены, церкви их заперты. В продолжение нескольких недель июля месяца в Ниме бушевала шайка роялистов, во главе которой стоял Трестальон (рабочий Дюпон).

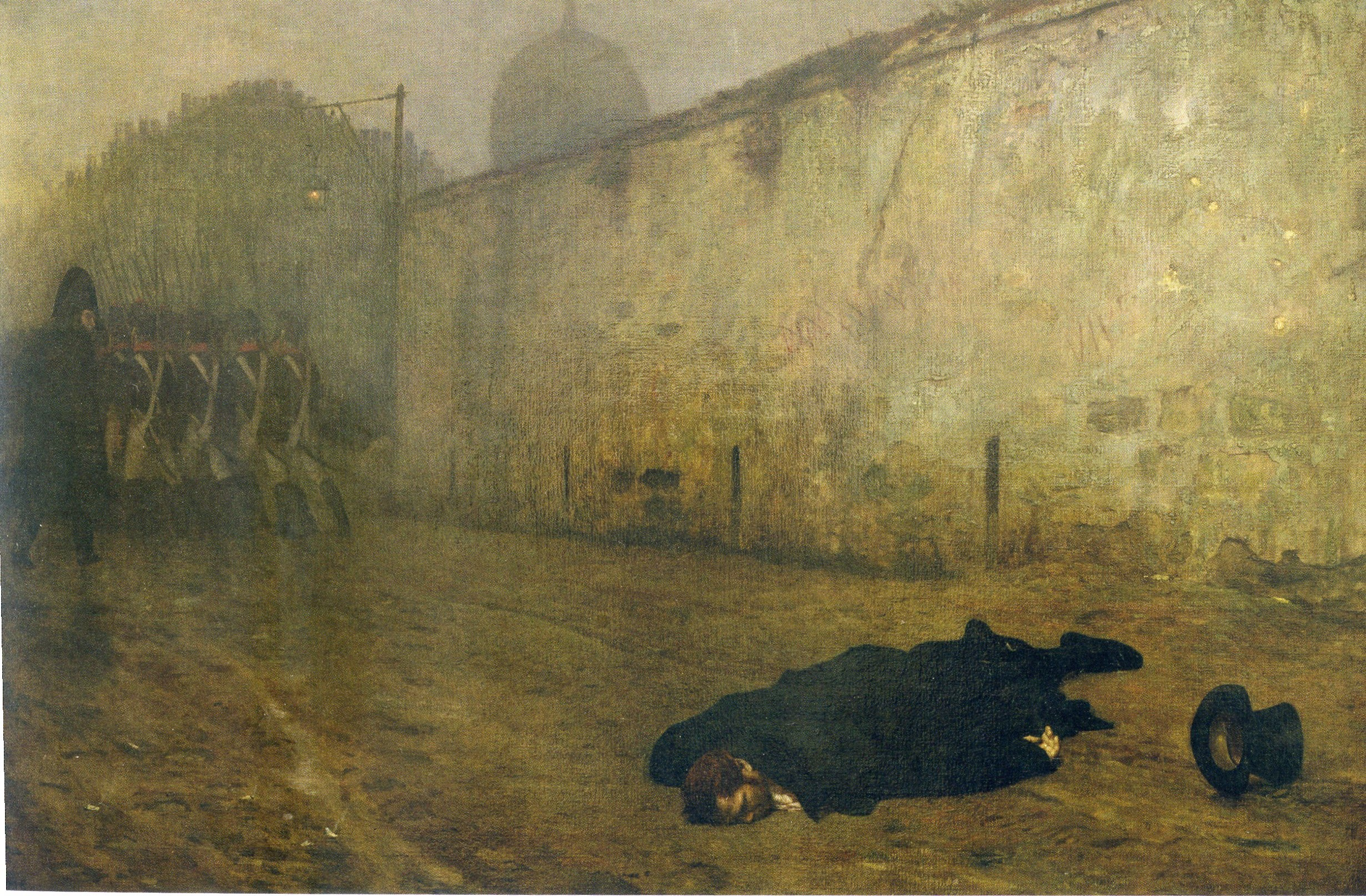
Жан-Леон Жером. «Казнь маршала Нея»

Маршал Брюн был убит в Авиньоне, и труп его выброшен в Рону за то, что он в Марселе и Тулоне удерживал роялистов от насилий (2 августа 1815 года). Та же участь постигла генерала Рамеля.
Трестальон был арестован генералом Лагардом, но последнего убил солдат национальной гвардии и был оправдан на суде. В Юзесе Жан Граффан грабил жителей, арестовывал национальных гвардейцев, расстреливал их (25 августа 1815 года), совершая все эти преступления от имени короля.
Порядок в департаменте Гар был восстановлен с прибытием австрийских войск. На юге Франции были организованы ультрароялистами комитеты для наблюдения за действиями правительства. Они арестовывали тысячи «подозрительных», держали население в постоянном страхе, захватили в свои руки все местные дела. Духовенство действовало заодно с эмигрантами, во имя «престола и алтаря». Ультрароялистская партия всюду одерживала верх. Особенно сказалось это на выборах 22 августа 1815 года, когда большинство получила крайняя правая, образовавшая так называемую Небывалую палату.
Из фазы самосудов террор вскоре перешел в государственную фазу. Под давлением ультрароялистов и на основании ордонанса 24 июля 1815 года, министром полиции Фуше были составлены Проскрипционные списки, куда включались лица, воевавшие на стороне Наполеона во время Ста дней, а также республиканцы, в своё время голосовавшие за казнь короля Людовика XVI. Людей, включенных в эти списки, предполагалось казнить, поскольку именно такая санкция следовала из предъявленных обвинений. Самым известным из казнённых был маршал Ней, которого судила и приговорила Палата пэров (обновлённого состава), где заседали в том числе и некоторые из его бывших коллег-военачальников. Против расстрела проголосовали только двое — один из молодых аристократов, которого возмутила очевидная несправедливость приговора, и известный личной честностью маршал Монсей.
Однако расстрелы по приговору суда возмутили французское общество еще больше, чем внесудебные расправы. Уже в 1816 году террор постепенно сошёл на нет, а несколько лет спустя Проскрипционные списки были отменены, а их выжившие фигуранты смогли вернуться во Францию. Многие из них позже активно участвовали в революции 1830 года, после которой правление во Франции старшей ветви династии Бурбонов было окончено.

## Наиболее известные жертвы Белого террора
| Портрет | Имя                                              | Чин                  | Детали события                                                     |
| ------- | ------------------------------------------------ | -------------------- | ------------------------------------------------------------------ |
|         | Мишель Ней                                       | Маршал Франции.      | Расстрелян 7 декабря 1815 года в Париже по приговору Палаты пэров. |
|         | Гийом Мари Анн Брюн                              | Маршал Франции.      | Растерзан толпой роялистов 2 августа 1815 года в Авиньоне.         |
|         | Жан Пьер Траво                                   | Дивизионный генерал. | Был приговорен к 20 годам тюрьмы, где сошел с ума.                 |
|         | Бартелеми Режи Мутон-Дюверне                     | Дивизионный генерал. | Расстрелян 27 июля 1816 в Лионе.                                   |
|         | Жан Жерар Боннэр                                 | Бригадный генерал.   | Умер в тюрьме 16 ноября 1816 в Париже.                             |
|         | Шарль Лабедуайер                                 | Бригадный генерал.   | Расстрелян 19 августа 1815 в Париже по приговору суда.             |
|         | Жан Пьер Рамель                                  | Бригадный генерал.   | Убит 15 августа 1815 роялистами в Тулузе.                          |
|         | Братья Фоше — Константин де Фоше и Сезар де Фоше | Бригадные генералы.  | Расстреляны 27 сентября 1815 в Бордо по приговору суда.            |
|         | Жан Иасент Себастьян Шартран                     | Бригадный генерал.   | Расстрелян 22 мая 1816 в Лилле по приговору суда.                  |

## Некоторые «несостоявшиеся» жертвы
Среди главных организаторов террора выделялись Талейран и Фуше. Этих двоих историки нередко называют эталоном политической беспринципности. Первый из них был до революции епископом, но ради революционной карьеры отрёкся от сана, успев до этого поучаствовать в возведении на кафедру архиепископа Парижского радикального атеиста Жана-Батиста Гобеля, которого вскоре за чрезмерно левые взгляды казнил Робеспьер (!). Второй, посланный в 1793 году вместе с комиссаром Конвента Колло д’Эрбуа в Лион, устроил там массовые казни противников революции, причем приговоренных к казни было так много, что их пришлось расстреливать из пушек (!!). Заняв высокие посты при Наполеоне, Талейран и Фуше фактически организовали похищение и бессудный расстрел герцога Энгиенского, близкого родственника французских королей и единственного наследника аристократического рода принцев Конде. В связи с этим оба государственных деятеля не могли, казалось бы рассчитывать со стороны Бурбонов и их сторонников на особенную симпатию.
Поэтому, чтобы изменить их мнение, уже в начале 1814 года, понимая, что войска союзников теснят армию Наполеона, они приложили решающие усилия, чтобы возвести Бурбонов на французский престол. Позиция этих двоих имела для Франции в тот момент огромное значение, что нашло своё отражение и в искусстве — диалогу Талейрана и Фуше в период безвластия, вызванного отречением Наполеона, целиком посвящён фильм «Ужин» режиссёра Эдуара Молинаро.
В результате Талейран и Фуше добились того, что Людовик XVIII при всем желании не мог от них избавиться. Из прагматических соображений оба остались на стороне Бурбонов и во время Ста дней. После Второй Реставрации именно Талейран в первые месяцы оставался основным посредником между Бурбонами и монархами Союзных держав, тогда как Фуше составлял Проскрипционные списки людей, которых надлежало судить и казнить за бонапартистские или республиканские убеждения. Однако поскольку ненависть населения к его персоне уже достигла опасного значения, Фуше не был заинтересован в том, чтобы белый террор достиг такого масштаба, который он сам же и декларировал. В результате, многие потенциальные жертвы оказались вовремя предупреждены и выехали из Франции. Другим помогло негативное отношение большинства французов, в том числе и представителей власти, к политике террора — они сумели совершить побег из тюрьмы или же были оправданы судом. Кроме того, некоторое количество людей было решено не приговаривать к казни, а выслать из Франции, как цареубийц, то есть лиц, голосовавших в своё время в Конвенте за казнь короля Людовика XVI. В результате число репрессированных в итоге оказалось гораздо ниже, чем планировали ультрароялисты. Ниже приводится несколько примеров (в алфавитном порядке):
| Портрет | Имя                                             | Чин и род занятий во время Ста дней.                                           | Детали события |
| ------- | ----------------------------------------------- | ------------------------------------------------------------------------------ | --- |
|         | Мишель Сильвестр Брайе                          | Дивизионный генерал. Участник подавления Вандейского мятежа.                   | Покинул Францию и выехал в Латинскую Америку, где принял участие в войне за Независимость.                                                                                     |
|         | Жозеф Доминик Рене Вандам                       | Дивизионный генерал. Командовал пехотным корпусом в сражении при Вавре.        | Попал в списки, выехал из Франции. |
|         | Эммануэль Груши                                 | Маршал Франции. Командующий в сражении при Вавре.                              | Бежал в США. |
|         | Жак-Луи Давид                                   | Художник.                                                                      | Покинул Францию, через несколько месяцев вернулся, но был выслан, как цареубийца, проживал в Бельгии.                                                                          |
|         | Шарль Матье Изидор Декан                        | Дивизионный генерал. Командовал отдельным корпусом в Пиренеях (одним из двух). | Находился в тюрьме на протяжении 15 месяцев, но не был приговорён. |
|         | Анри-Франсуа Делаборд                           | Дивизионный генерал. Участвовал в подавлении восстания в Вандее.               | Обвинительный приговор был аннулирован судом, из-за того что фамилия генерала в обвинительных документах была написана с ошибкой (de Laborde вместо Delaborde).                |
|         | Жан-Батист Друэ д’Эрлон                         | Дивизионный генерал. Командовал пехотным корпусом в битве при Ватерлоо.        | Бежал за границу из тюрьмы Гренобля. Побег организовал молодой бонапартист Жан-Франсуа Шампольон, будущий дешифровщик египетского письма и основатель современной египтологии. |
|         | Бертран Клозель                                 | Дивизионный генерал. Командовал отдельным корпусом в Пиренеях (одним из двух). | Бежал в США, приговорён к расстрелу заочно. |
|         | Братья Лаллеман — Франсуа Антуан и Анри Доминик | Генерал-лейтенанты. При Ватерлоо сражались в составе гвардии.                  | Попали в списки, но бежали в США. |
|         | Максимилиан Ламарк                              | Дивизионный генерал. Наполеоновский главнокомандующий в Вандее.                | Покинул Францию и выехал в Бельгию. |
|         | Шарль Лефевр-Денуэтт                            | Дивизионный генерал. При Ватерлоо командовал гвардейской кавалерией.           | Бежал в США. |
|         | Жорж Мутон, граф Лобау                          | Дивизионный генерал. При Ватерлоо командовал пехотным корпусом.                | Выехал из Франции. |
|         | Жан Рапп                                        | Дивизионный генерал. Командующий отдельной армией в Страсбурге.                | Бежал в Швейцарию. |
|         | Лазар Карно                                     | Дивизионный генерал. Министр внутренних дел Франции.                           | Изгнан из Парижа, а затем и из Франции (как голосовавший за казнь короля). |
|         | Изидор Экзельман                                | Дивизионный генерал. Командовал кавалерийским корпусом при Ватерлоо.           | Бежал в Бельгию. |